# 대구 미국문화원 폭발 사건
대구 미문화원 폭발 사건 혹은 대구 미국문화원 폭탄투척 사건은 1983년 9월 22일 대구에서 발생한 미국 문화원에 폭탄을 투척한 반미주의 운동이었다. 1983년 9월 22일 대구 미국 문화원에 던져진 폭탄은 경비가 밀어내 정문으로 떨어졌고 정문에서 폭파되었다. 
1983년 9월 22일 21시 33분 경 대구직할시 삼덕동 2가에 위치한 미국 문화원 정문 앞에서 폭발물이 폭파되어 경찰에 신고했던 허병철군(17,대구영남고1년)이 현장에서 숨지고, 대구 중부 경찰서 김철호 순경 등 4명이 중경상을 입었다.
폭발물은 숨진 허병철군이 21시 25분경 여학생의 보조가방을 주워 근처의 대구시경 정문 근무자에게 가져와 신고했다. 경찰은 폭발물이 든 가방을 고등학생 허병철 군이 들게 하였고, 미 문화원 앞에 더 큰 가방이 하나 더 있다 하여 함께 현장에 도착한 순간 폭발했다.
언론은 1983년 대구 미문화원 폭파사건은 북한이 한·미간의 외교 분쟁을 노리고 행한 테러 사건이라고 보도했다. 1983년 12월 8일 대간첩 대책본부는 다대포 해안에서 생포된 진충남과 이상규 등 2명을 생포, 미 문화원 폭파사건은 북한에서 배후 조종한 소행이라고 발표했다.

## 기타
- '허병철 애국정신 선양비' 1984.4월 두류공원 두류도서관( 대구광역시 달서구 공원순환로 8 ) 입구방면에 조성되었다.

## 같이 보기
- 반미주의
- 광주 미국문화원 방화 사건(1980년 12월)
- 부산 미국문화원 방화 사건(1982년 3월)
- 강원대생 성조기 공개 소각 사건(1982년 4월)
- 광주미국문화원 2차 방화 사건(82년 11월)
- 미국문화원 점거 농성 사건 (1985년)
- 부산 미국 문화원 투석사건(1985년 4월)

틀:대한민국의 기타 사건 및 사고